# Khangarid FC
Football Club Khangarid – mongolski klub piłkarski który swoje mecze rozgrywa na Stadion Erdenet w Erdenet. Drużyna gra obecnie w Mongolian National Premier League, najwyższej klasie rozgrywkowej w Mongolii.

## Sukcesy
- Mistrzostwo Mongolii - 4 razy (2001, 2003, 2004, 2010)
- Puchar Mongolii - 5 razy (2002, 2003, 2004, 2007, 2013)[3]

## Skład
Stan na 11 grudnia 2024
| Nr | Poz. | Piłkarz                  |
| -- | ---- | ------------------------ |
| 3  | PO   | Sukhbaatar Bayarzaya     |
| 14 | NA   | Jumpei Nishiwaki         |
| 30 | PO   | Tamon Horikoshi          |
| -  | OB   | Erdenebayar Altansukh    |
| -  | OB   | Temuujin Volodya         |
| -  | OB   | Batbayar Battugs         |
| -  | OB   | Otgonbayar Sukhbat       |
| -  | OB   | Kazutaka Sato            |
| -  | OB   | Bayartsengel Purevdorj   |
| -  | PO   | Idersaikhan Munkhtogtokh |

| Nr | Poz. | Piłkarz                |
| -- | ---- | ---------------------- |
| -  | PO   | Yukihiro Aoki          |
| -  | PO   | Erdene-Ochir Khosbayar |
| -  | PO   | Ochirzaya Batbaatar    |
| -  | PO   | Chinonso Olmovo        |
| -  | PO   | Kenta Chiba            |
| -  | PO   | Baljinnyam Bayarmaa    |
| -  | NA   | Hiroya Konno           |
| -  | NA   | Gankhuyag Ser-Odyanjiv |
| -  | NA   | Zayat Temuulen         |